# Milica Dabović
Pour les articles homonymes, voir Dabović.
Milica Dabović (en alphabet cyrillique serbe : Милица Дабовић; en alphabet latin serbe : Milica Dabović), née le 16 février 1982 à Cetinje (Yougoslavie, actuel Monténégro), est une joueuse serbe de basket-ball, championne d'Europe 2015 avec l'équipe nationale serbe. 
Sa sœur Ana Dabović est également une joueuse professionnelle.

## Biographie
Elle est originaire de Herceg Novi dans une famille où tout le monde joue au basket-ball, son père étant coach, son petit frère et ses deux sœurs étant joueurs. Elle signe deux ans au club d'Herceg Novi en 2000 où elle resta deux ans. Puis elle joue dans plusieurs clubs quatre ans en Russie notamment à l'UMMC Iekaterinbourg en 2004 et lors de la saison 2005-2006. Peu heureuse de figurer dans des effectifs pléthoriques, elle parvient à être libérée du Spartak début 2007 afin de finir la saison à Vilnius. Elle finit par signer de nouveau au BC Moscou : « Avec le Spartak, l'an dernier, je pleurais tous les jours. Je voulais qu'ils me laissent partir. Ils l'ont fait en janvier, et à Vilnius c'était sympa. J'ai quand même resigné en Russie, cet été. Le BC Moscou est un club de niveau inférieur. Mais ça ne passait pas avec le coach. Il me disait que je ne jouais pas assez vite, or j'étais la plus rapide de l'équipe. On me connaît pour ça. C'était un prétexte. Je n'en pouvais plus de regarder les matches du banc, alors je suis partie. ».
En 2007-2008, elle fait un premier passage en France à l'USO Mondeville en 2007-2008. Signée comme remplaçante de Caroline Aubert, elle n'atteint qu'à 5,9 points de moyenne et 4,2 d'évaluation en dix rencontres, alors que le Française s'illustre avec 13 points et 8 passes décisives. Ce« La façon dont je joue ne me convient pas du tout. Je suis loin de ce que je peux faire, je le sais. J'étais venue pour aider l'équipe, je n'y parviens pas. Je suis très déçue », la jeune Ingrid Tanqueray lui étant même parfois préférée au poste de meneuse. Elle explique ses difficultés par un manque de confiance personnelle « Le coach me laisse beaucoup de liberté, mais je ne sais pas comment l'utiliser. C'est comme si quelque chose me stoppait. Je manque de confiance. Quand je shoote, j'ai l'impression que je vais louper, et être remplacée derrière. » et la barrière de la langue ainsi que la privation de sa famille, sa mère présente avec en Russie n'ayant pas obtenu de visa pour la France : « C'est un bon championnat, où tout le monde à sa chance. Mais la vie est dure pour moi ici. Je ne connais personne, chacun vit un peu de son côté. Ce n'est pas ma façon d'être. »
Elle remporte ses principaux titres dans deux clubs, l’Étoilé Rouge de Belgrade où elle réussit le doublé coupe-championnat lors de la saison 2003-2004 et surtout avec le Partizan de Belgrade avec trois championnats (2010-2011,2011-2012,2012-2013) ainsi que deux coupes de Serbie (2010-2011, 2012-2013) et deux ligues Adriatique (2011-2012, 2012-2013) avec déjà Marina Maljković comme coach,. En février 2013, elle remporte la Coupe de Serbie et est nommée meilleure joueuse de cette compétition.
Elle rejoint Lyon en février 2014 en tant que joker médical de Mame-Marie Sy-Diop son précédent club de Zagreb (13,8 points, 4,4 rebonds et 3,5 passes décisives) étant éliminé de l'Euroligue. Sous la direction de sa compatriote Marina Maljković, elle s'acclimate beaucoup au championnat français qu'en 2008. Pour sa première rencontre avec 5 points, 3 rebonds, 4 passes et 3 interceptions, « J'ai déjà trouvé ma place à Lyon ! C'est une expérience totalement différente de Mondeville. Je trouve aussi que le championnat de France a progressé. » Elle signe d'ailleurs pour une seconde saison à Lyon, qui se conclut sur un classement décevant de 12e sur 14 équipes, due notamment à un budget réduit pour apurer les dette du club. Elle et Marina Maljkovic décident de poursuivre l'aventure pour une troisième saison à Lyon. Elle juge sévèrement la saison 2015 : « cette saison avec autant de défaites m’a déprimée. J’ai toujours été une leader mais je ne pouvais pas tout faire toute seule. Là, je vois que les joueuses se battent déjà. Ce n’était pas le cas la saison passée. Les filles ne pensaient pas au basket mais à plein d’autres choses. [Pour 2016], je crois en ce groupe, notamment avec nos nouvelles intérieures (les Américaines Lauren Ervin et Latoya Williams). »
Elle ne dédaigne pas poser pour des photos sexy.

## Équipe nationale
Elle dispute le championnat d'Europe 2005 avec l'équipe de Serbie-et-Monténégro.
Lors du championnat d'Europe 2007, la Serbie est défaite par l'Espagne (73-79) et la Biélorussie (53-79), mais elle s'impose face à la Croatie (83-70) puis contre la Russie. Lors de cette rencontre, Milica Dabovic marque 28 points dont le panier de la victoire à deux seconde de la fin du match : « Je suis si heureuse de gagner contre la Russie. Cela fait un petit temps que je joue là-bas et cela me fait particulièrement plaisir. »
Elle est capitaine de l'équipe nationale serbe qui décroche la 4e place de l'Euro 2013, qualificative pour le Championnat du monde de basket-ball féminin 2014.
Elle joue en équipe nationale avec sa sœur Ana : « C’est vraiment incroyable pour nous de pouvoir jouer ensemble. Comme je le répète souvent, je suis un peu les jambes de l’équipe et Ana est la tête ! Nous nous complétons. Sur le terrain, j’ai toujours préféré défendre que marquer. Pour moi, il n’y a rien de mieux que de voler un ballon dans les mains de ton adversaire et de filer vers le panier pour marquer facilement. » Bien que son équipe n'ait pas été la favorite, elle conduit la Serbie au titre européen en battant la France en finale du Championnat d'Europe 2015 sur le score de 76 à 68, ce qui permet au pays d'être directement qualifié pour les Jeux olympiques de Rio. Son équipière Sonja Petrović rend hommage à son leadership : « Elle est la plus âgée, la capitaine. Elle endosse un rôle qu’on peut ne pas croire important puisqu’elle ne score pas énormément mais elle fait un travail extraordinaire pour encourager l’équipe et défendre sur le terrain donc, bien sûr, nous voulions lui rendre la pareille. » Revenant sur l'enthousiasme déclenché dans son pays par le titre, elle déclare : « À chaque fois que j’en parle, j’ai envie de pleurer. Ce sentiment restera à jamais en moi. Les gens ne pourront jamais acheter ce que j’ai ressenti ce jour-là. Quand nous étions au balcon, il y avait environ 15 000 personnes qui n’étaient là que pour nous. » Affronter les Françaises en finale était spécial pour elle qui joue dans ce pays : « C’était spécial pour la coach Marina et moi. Je me sens heureuse à Lyon, c’est comme ma deuxième maison ici. C’était incroyable de battre ces joueuses françaises qui sont de vraies stars. C’était flippant de les affronter mais nous avons comme toujours laissé notre cœur sur le terrain. À ce moment-là, on se foutait de qui était face à nous. Même contre les États-Unis, on aurait fait la même chose. Quand tu te bats, personne ne sait ce qui peut se passer. » Elle met un terme à sa carrière internationale après le tournoi olympique : « Je vais avoir 35 ans et j'ai besoin de me retirer cette pression. J'ai donné le meilleur de moi-même, comme je l'ai toujours fait. Je savais que c'était notre dernière chance de gagner une médaille, je le voulais tellement. C'est la meilleure façon de terminer cette histoire.. »

## Clubs

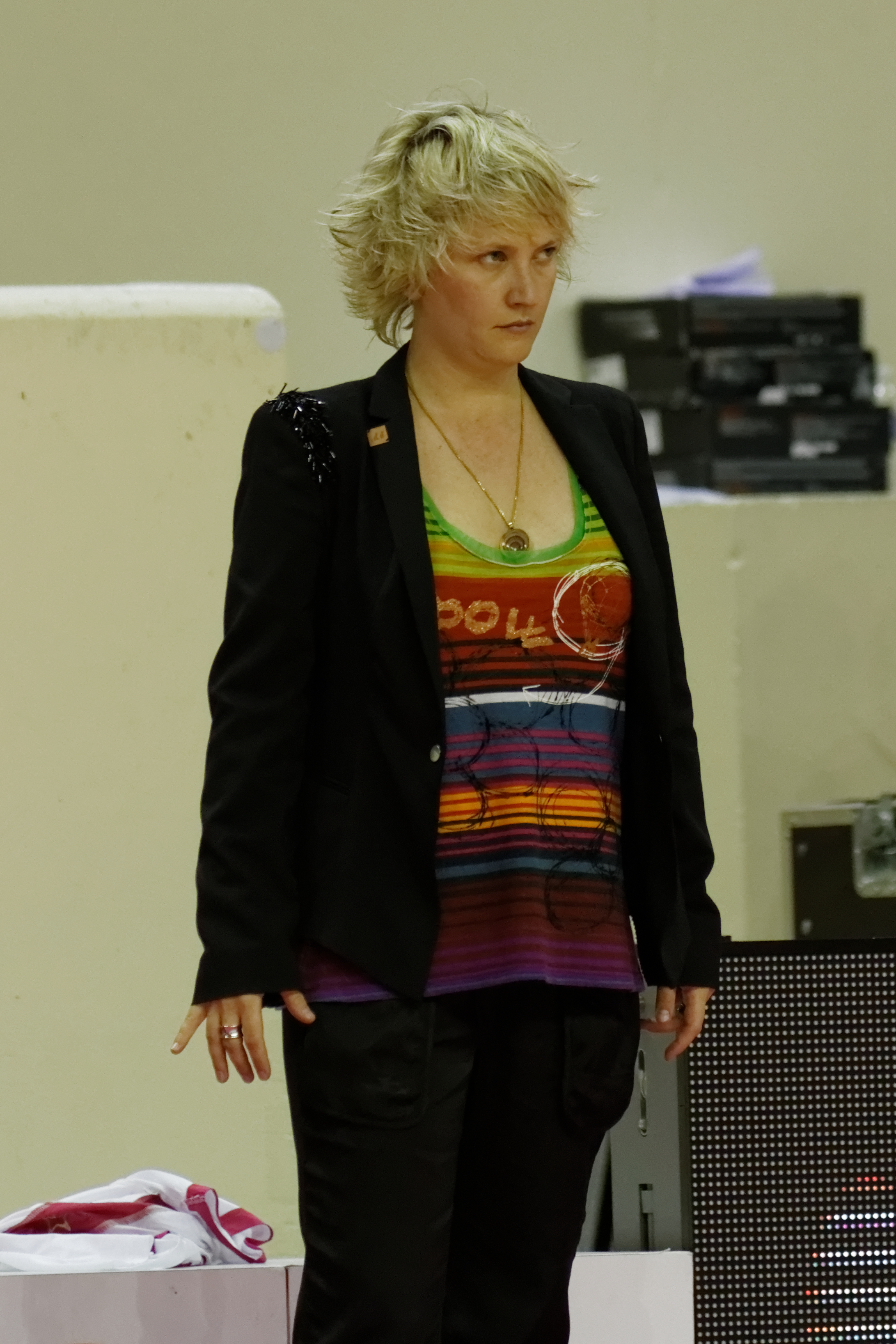
Marina Maljković, sa coach fétiche en club et en équipe nationale.

| Saisons   | Équipe                   | Pays       |
| --------- | ------------------------ | ---------- |
| 2000-2002 | Herceg Novi              | Monténégro |
| 2002-2003 | Beopetrol                | Hongrie    |
| 2003-2004 | Étoile rouge de Belgrade | Serbie     |
| 2004-2005 | Vojvodina                | Serbie     |
| 2004-2006 | UMMC Iekaterinbourg      | Russie     |
| 2006-2007 | Spartak région de Moscou | Russie     |
| 2007-2007 | TEO Vilnius              | Lituanie   |
| 2007-2007 | Étoile rouge de Belgrade | Serbie     |
| 2007-2008 | BC Moscou                | Russie     |
| 2008-2008 | USO Mondeville           | France     |
| 2008-2009 | Beşiktaş JK              | Turquie    |
| 2009-2010 | Paleo Faliro             | Grèce      |
| 2009-2010 | Hatis Yerevan            | Arménie    |
| 2010-2010 | Lider Pruszkow           | Pologne    |
| 2010-2013 | ŽKK Partizan Belgrade    | Serbie     |
| 2013-2014 | ŽKK Novi Zagreb          | Croatie    |
| 2014-     | Lyon Basket Féminin      | France     |

## Palmarès

### Sénior
- Médaille de bronze aux Jeux olympiques de 2016[20]
- Médaille d'or au championnat d'Europe 2015[17] en Hongrie et Roumanie

### Clubs
Étoile rouge de Belgrade
- Championne de Serbie : 2004
- Coupe de Serbie : 2004

ŽKK Partizan Belgrade
- Championne de Serbie : 2011, 2012, 2013
- Coupe de Serbie : 2011, 2013
- Ligue Adriatique : 2012, 2013

Lyon
- Vainqueur du Challenge Round 2014[21]